# Tomaž Gubenšek
Tomaž Gubenšek, slovenski gledališki igralec, jezikoslovec in univerzitetni profesor, * 8. maj 1965, Celje.

## Življenje in delo
Po maturi na I. gimnaziji v Celju je študiral na Akademiji za gledališče, radio, film in televizijo Univerze v Ljubljani (AGRFT), smer Dramska igra in umetniška beseda, in leta 1992 diplomiral v razredu Kristijana Mucka in Dušana Mlakarja. 
V letih 1992 do 1999 je bil član igralskega ansambla Slovenskega ljudskega gledališča Celje in kot gost  sodeloval še z drugimi slovenskimi gledališči. Deluje tudi na področju lutkarstva in gledališkega ustvarjanja za otroke. S pisateljico Majdo Koren je oblikoval lik Profesorja Zmede, ki pod okriljem Društva slovenskih pisateljev skrbi za umetniško-izobraževalen razvoj otrok. Igra v slovenskih filmih, TV nadaljevankah, radijskih igrah in na literarnih večerih.
Od leta 1998 je zaposlen na Akademiji za gledališče, radio, film in televizijo Univerze v Ljubljani, kjer predava tehnike govora in govorno sporočanje. Leta 2013 je pridobil naziv redni profesor.  Raziskovalno in umetniško se posveča dramskemu in lutkovnemu gledališču, radiu, filmu in televiziji. Seminarje in delavnice odrskega govora in umetniške besede izvaja tudi pri Slovencih v Avstriji in Italiji.
Sodeloval je pri pripravi bolonjskih programov na Oddelku za gledališče in s Katarino Podbevšek sestavil drugostopenjski program Oblike govora, kjer vodi smer Govorno sporočanje. Izvaja seminarje in delavnice za govor in svetuje pri pripravah predstav.

## Nagrade
- 1991 študentska Severjeva nagrada
- 1996 nagrada festivala Zlata paličica
- 2007 nagrada zlatolaska